# Utopia (videogioco 1982)
Utopia è un videogioco per Intellivision progettato e programmato da Don Daglow. Pubblicato dalla Mattel nel 1982, è uno dei primi esempi di videogiochi strategici in tempo reale. Ne è stata pubblicata una versione per l'home computer Aquarius, sempre di Mattel.
È stato reso disponibile nel pacchetto Greatest Hits che comprende i titoli per Intellivision che hanno avuto maggiore successo, oltre che su Game Room e su Games for Windows – Live.

## Modalità di gioco
Il gioco, spesso chiamato scherzosamente "Civilization 0.5" negli anni successivi (in riferimento alla vaga somiglianza con il primo Civilization, uscito anni dopo), vede due giocatori al governo ciascuno della propria isola. Non sono disponibili avversari computerizzati, ma un giocatore solo può eventualmente giocare per il punteggio, ignorando l'altra isola.
La schermata di gioco mostra la mappa fissa delle due isole, che hanno sempre la stessa forma e inizialmente appaiono deserte. Il controllo avviene muovendo un cursore, tramite il quale si acquistano e posizionano costruzioni sulla superficie della propria isola, idealmente divisa in caselle quadrate, oppure si piazzano e spostano le proprie navi.
I punti vengono accumulati in base al benessere degli abitanti dell'isola, che necessitano di cibo, abitazioni, industrie tessili e altro. Se il benessere scende troppo si possono verificare delle ribellioni, anche sovvenzionate dal giocatore avversario.
Si verificano anche disastri naturali non controllabili, ad esempio un uragano può distruggere coltivazioni, flotte o edifici.
I turni di gioco hanno una durata in secondi e il gioco termina dopo un numero di turni prestabilito. Durata e numero dei turni sono impostabili. All'interno di un turno l'azione è in tempo reale, ad esempio si possono muovere le navi da pesca per inseguire i banchi di pesce ed evitare i pirati o attaccare l'avversario con le navi da guerra. Al termine del turno viene accumulato il reddito della produzione, che serve ad acquistare nuove strutture.